# Kloster bei der Horbruck (Augsburg)
Das Kloster bei der Horbruck ist ein ehemaliges Kloster der Terziarinnen der Franziskaner in Augsburg in Bayern in der Diözese Augsburg.

## Geschichte
Das St. Clara geweihte Kloster wurde vor 1406 gegründet und 1533 wieder aufgelöst. Das Kloster lag am östlichen Stadtrand, ungefähr an der Stelle des heutigen Stadtbades. Die Klosteranlagen sind vollständig verschwunden.